# Ральф (мультфильм)
«Ральф» (англ. Wreck-It Ralph — «Круши Ральф») — американский компьютерно-анимационный комедийный фильм, снятый Ричем Муром, который ранее режиссировал эпизоды мультсериалов «Симпсоны» и «Футурама», и спродюсированный компанией Walt Disney Animation Studios. Пятьдесят второй полнометражный анимационный фильм компании Уолта Диснея.
Дата релиза мультфильма в мире — 2 ноября 2012 года.
Слоган мультфильма: «Хорошего друга должно быть много».
Продолжение под названием «Ральф против Интернета» вышло на экраны 22 ноября 2018 года.

## Сюжет
Всякий раз, когда Зал игровых автоматов Литвака закрывается, персонажи видеоигр покидают свои роли и общаются с помощью удлинителя, который они называют Центральная Игровая Станция. Однажды вечером злодей из игры «Мастер Феликс-младший», Ральф, посещает группу поддержки злодеев, выражая разочарование назначенной ролью. Когда Ральфа подвергают остракизму на вечеринке, посвященной 30-летию его игры, он решает завоевать медаль и заслужить уважение.
Услышав, что в игре-шутере «Долг Героя» можно заработать медаль, Ральф пробирается внутрь и крадет одну, пока персонажи сражаются с монстрами, известными как Кибер-Жуки. Однако Ральф случайно наступает на яйцо, из которого вылупляется жук, попадает вместе с ним в летательный аппарат и совершает аварийную посадку в игре «Сладкий Форсаж». С уходом Ральфа его игра помечена как «вышедшая из строя» и подвергается опасности быть отключенной.
Феликс, герой этой игры, покидает её, чтобы найти Ральфа, вступая в союз с сержантом Калхун, героиней «Долга Героя». Она отслеживает Кибер-жука, поскольку те ведут себя как вирус, оказавшись в чужой игре. Феликс беспокоится, что Ральфа постигнет та же участь, что и Турбо, главного героя игры «Турбо-трасса»; Турбо вторгся в конкурирующую гоночную игру, чтобы привлечь внимание, в результате чего обе игры были отключены.
В «Сладком Форсаже» девочка по имени Ванилопа фон Кекс крадет медаль и использует её, чтобы купить место в ночном забеге, который определяет, за каких персонажей можно будет играть. Король Карамель, правитель мира «Сладкого Форсажа», запрещает ей участвовать, так как она — глюк, который хаотично телепортируется. Ванилопа обещает вернуть медаль, если Ральф поможет ей победить; он помогает ей построить машину и учит водить внутри Газированной горы. Тем временем Калхун и Феликс прибывают в «Сладкий Форсаж», где начинают влюбляться.
Тем временем Карамель взламывает код «Сладкого Форсажа» и извлекает медаль, возвращая её Ральфу. Он утверждает, что если Ванилопа станет игровым персонажем, её глюки могут привести к тому, что «Сладкий Форсаж» будет помечен как неисправный и отключён от сети, что станет гибелью для Ванилопы, неспособной покинуть автомат. Ральф решает, что не может позволить ей участвовать в гонках, и уничтожает её картинг. Калхун бросает Феликса, когда он напоминает ей о её покойном женихе, который был убит Кибер-жуком во время их свадьбы; Феликс заключён в тюрьму, в то время как Сержант обнаруживает, что Кибер-жук успел размножиться.
Подавленный Ральф возвращается в игру, но она уже была закрыта. Ральф замечает, что на боковой стороне игрового автомата «Сладкого Форсажа» Ванилопа изображена как игровой персонаж. Поняв, что Карамель солгал, Ральф возвращается в «Сладкий Форсаж» и узнаёт, что Карамель повредил код Ванилопы. Правки Карамели в коде привели к тому, что никто, кроме него, не знает истинной роли Ванилопы. Однако, если та финиширует, все изменения Карамели будут удалены, так как игра перезагрузится. Ральф примиряется с Ванилопой и Феликсом и освобождает их. Феликс чинит карт, а Ванилопа вступает в гонку перед тем, как появляются Кибер-жуки и начинают разрушать игру. Калхун, Феликс и Ральф помогают эвакуировать персонажей.
Не подозревая об этом, Карамель пытается столкнуть Ванилопу с трассы, в результате чего оба начинают глючить. Их глюк показывает, что Карамель — это Турбо, который тайно захватил «Сладкий Форсаж» после того, как пережил отключение «Турбо-трассы». Ванилопа убегает, в то время как Турбо пожирает Кибер-жук и сливается с ним в монстра. Все, кроме Ванилопы, эвакуируются, так как глюки не могут покинуть свои игры. Помня из «Долга Героя», что яркий свет привлечёт и уничтожит Кибер-жуков, Ральф сражается с Турбо и обрушивает крышу из Ментоса на Газированной горе, создавая извержение, которое заманивает и уничтожает Турбо и Кибер-жуков. Ванилопа спасает Ральфа и пересекает финишную черту. Игра перезагружается, показывая её как правительницу «Сладкого Форсажа», и хотя она сохраняет способность глючить, но не переживает из-за этого.
Ральф возвращается в игру, довольный своей ролью и, наконец, уважаемый другими персонажами. Феликс и Калхун женятся, и Ральф наблюдает, как Ванилопа становится любимым персонажем «Сладкого Форсажа».

## Персонажи
- Ральф (англ. Wreck-It Ralph — Громила Ральф) — главный герой фильма. Несмотря на то, что ломать всё подряд — его обязанность в игре «Мастер Феликс-младший», за это никто Ральфа не уважает, и даже наоборот — все стремятся избегать его. Ральф сильно обижается, когда Феликс не приглашает его на вечеринку в честь тридцатилетия игры «Мастер Феликс-младший», и решает сбежать в игру «Долг героя», чтобы получить медаль, но из-за неуклюжести попадает позже в игру «Сладкий форсаж», занеся с собой кибер-жука. Там он встречает Ванилопу, которая крадёт у Ральфа медаль и начинает шантажировать его, чтобы тот помог ей принять участие в гонках. Сначала Ральф с неудовольствием помогает ей, лишь из-за медали, но после того, как узнаёт, что она является глючным кодом, которого не должно быть (то есть «изгоем» в игре), дружится с ней и решает сам помочь достичь цели — победить в гонках. В конце фильма Ральф спасает мир игры «Сладкий форсаж», а обитатели его родной игры начинают уважать Ральфа, принимая его, как полноценного члена семьи.
- Ванилопа фон Кекс (англ. Vanellope von Schweetz) — девочка-глюк из игры «Сладкий форсаж». Украла медаль у Ральфа, чтобы оплатить участие в гонке, чем вызвала его гнев, однако позже объяснила ему ситуацию, и они становятся лучшими друзьями. Мечтает принять участие в гонках, однако не имеет средств. Когда злится или волнуется, то начинает «глючить». Позже она иногда намеренно «глючит», чтобы телепортироваться и пройти сквозь стену. На самом деле Ванилопа является истинной принцессой игры «Сладкий форсаж», которую захватил Турбо в облике короля Карамеля и заблокировал все данные о её существовании. Вернув всё на свои места, становится самым популярным персонажем в «Сладком форсаже».
- Мастер Феликс-младший (англ. Fix-It Felix, Jr. — Мастер Феликс-мл.) — мастер, который чинит здание после Ральфа. Как главный герой игры, обладает сугубо положительными качествами характера, однако в начале стремился избегать Ральфа, ведь согласно распространённым предрассудкам, протагонист и антагонист одной игры не могут быть друзьями. После того, как тот сбежал из игры, Феликс, рискуя своей жизнью, отправился в поиски по его следам, встретив сержанта Калхун и влюбившись в неё с первого взгляда. Вместе они отправились в «Сладкий форсаж», однако там Калхун оставляет его, а местные обитатели заключают Феликса в тюрьму. Позже его оттуда вытаскивает Ральф и просит помочь. В конце Феликс женится на Калхун и даже приглашает своего друга, Ральфа, на свадьбу в роли своего шафера.
- Сержант Тамора Джин Калхун (англ. Sergeant Tamora Jean Calhoun) — командир космодесанта из игры «Долг героя». Очень серьёзная и жёсткая женщина. По сюжету её игры, во время свадьбы её жениха заживо съел кибер-жук, и та расстреляла его из минигана. Она отправляется с Феликсом в игру «Сладкий форсаж», чтобы найти и уничтожить кибер-жука, занесённого Ральфом. Позже из-за того, что Феликс напоминал её покойного жениха, она выкидывает его из своего космолёта. К Ральфу и Ванилопе она относится в основном неплохо, но уделяет им гораздо меньше внимания, как союзникам. В конце фильма выходит замуж за Феликса. Персонаж Калхун имеет много общего с Сарой Коннор и Эллен Рипли — обе сражались с враждебными созданиями (Чужими и Терминаторами) и потеряли тех, кого любят.
- Король Карамель (англ. King Candy) — король и ведущий гонщик игры «Сладкий форсаж», а также главный антагонист фильма. Сначала он занимался поисками Ванилопы. Позже ввёл в заблуждение Ральфа, что если он пустит Ванилопу на трассу, то это приведёт к тому, что игровой автомат отключат, и все обитатели будут вынуждены спасаться бегством, а Ванилопа не сможет уйти и погибнет. Позже выясняется, что на самом деле король Карамель — это Турбо, персонаж из старой и некогда популярной игры в первые годы существования игрового зала, который не смог смириться с тем, что потерял популярность в тени новых и более популярных игр. Так он захватил игру «Сладкий форсаж» и избавился от её главной героини. Позже его пожирает кибер-жук, и в результате Карамель мутирует в вируса (теперь названный как Вирус Игрового Зала), который намеревается захватить все игры. Его уничтожает Ральф, вызвав извержение диетической Кока-Колы в результате падения сталактитов из «Ментоса».
- Ёж Соник — ёж из одноимённой серии игр. В роли камео появлялся на Центральной Станции, где говорил об опасности прыжков по играм. Также появляется на секунду на праздновании 30-летия игры Феликса в испуганной толпе, когда пришёл Ральф. Кроме того, силуэт картина Соника был замечен в баре, а ещё, когда Ральф вылетает на беспилотном корабле из «Долга героя», перед входом в игру «Сладкий форсаж» он сбивает Соника на Центральной Станции, из-за чего ёж растерял свои кольца. В эпизоде с центральной площадью, если поискать, можно найти Соника, который начал вести беседу с черепахой. Последнее появление ежа — в титрах в стиле старых игр Соника (на уровне Chemical Plant Zone, где тот прыгает на босса из Angel Island Zone, которая находится в игре Sonic the Hedgehog 3).
- Боузер из Super Mario Bros.[1][12] — злодей из серии игр Марио. Присутствовал на собрании злодеев.
- Доктор Эггман из серии Sonic the Hedgehog[1][12] — злодей из серии игр Соника. Замечен на собрании злодеев. Также его старый дизайн видно на одной из картин. В эпизоде с центральной площадью, если поискать, можно увидеть проходящего мимо Эггмана.
- Кано и Смоук из Mortal Kombat[13] — злодеи.
- Кен, Рю, М. Байсон (англ. M.Bison), Зангиев, Кэмми Уайт и Чунь Ли из серии Street Fighter[14].
- Q*bert из одноимённой видеоигры, а также Coily the Snake, Slick & Ugg. Они живут на игровом вокзале возле входа в игру Fix- it Felix, и, можно сказать, бомжуют, так как их игровой автомат был отключён от сети и вывезен из игрового зала. Об этом наглядно повествует их подавленный печальный вид и надпись на картонке «Игра отключена. Пожалуйста, помогите!» (англ. «Game UNPLUGGED. Please HELP!»)
- Cyril (зомби с топорами) — злодей из House of the Dead.
- Neff — злодей из Altered Beast.
- Клайд, Блинки, Пинки, Инки, Пэк-Мэн из Pac-Man. Клайд появляется на собрании злодеев. Блинки, Пинки и Инки можно заметить на заднем плане во время сцены, когда Ральф ест вишню. Пэк-Мэна можно заметить в качестве гостя на 30-летии игры «Мастер Феликс-младший».
- Paperboy из одноимённой игры.
- Дьявол Третий (в оригинале Satan, но просит произносить как «Sa-teen») из Satan’s Hollow.
- Колдунья Mishaela из Shining Force.

Также в трейлере Сержантом Калхун упоминается игра Angry Birds («Это вам не птицами в свиней пулять…») Имена Марио и Луиджи были упомянуты жителем Добротауна и Соником, когда Ральф позвонил в дверь на вечеринку Мастера Феликса-младшего. Также можно заметить друга Соника, лисёнка Тейлза, когда Ральф узнаёт, что медаль можно найти в игре «Долг героя».

## Роли озвучивали

### Главные персонажи
| Персонаж                   | Оригинальное озвучивание |
| -------------------------- | ------------------------ |
| Ральф                      | Джон Райли               |
| Ванилопа фон Кекс          | Сара Сильверман          |
| Мастер Феликс-младший      | Джек Макбрайер           |
| Сержант Тамора Джин Калхун | Джейн Линч               |
| Король Карамель            | Алан Тьюдик              |
| Мистер Литвак              | Эд О’Нилл                |

### Персонажи видеоигр
| Персонаж           | Оригинальное озвучивание |
| ------------------ | ------------------------ |
| Соник              | Роджер Крейг Смит        |
| Зомби              | Эд О’Нил                 |
| Зангиев            | Рич Мур                  |
| Мэри               | Эди Макклёрг             |
| Джинно             | Рэймонд С. Пэрси         |
| Клайд              | Кевин Дитерс             |
| Таппер             | Морис Ламарш             |
| Марковский         | Джо Ло Трульо            |
| Пончик             | Адам Каролла             |
| Генерал Голограмма | Деннис Хейсбёрт          |
| Кислый Билл        | Рич Мур                  |
| Буше               | Адам Каролла             |
| Таффита Мармеладис | Минди Калинг             |

## Релиз
Перед мультфильмом «Ральф» демонстрировался короткометражный мультфильм компании Дисней «Бумажный роман».
В широкий прокат лента вышла 2 ноября 2012 года.
22 октября 2012 года в кинотеатре «Октябрь» состоялся закрытый показ мультфильма.

## Сиквел
30 июня 2016 года стало известно, что режиссёр Рич Мур снимет вторую часть диснеевского мультфильма про видеоигровые миры, а Джон Райли, исполнитель заглавной роли, озвучит Ральфа в новой ленте. По сюжету сиквела, Ральф перенесётся из аркадных автоматов в цифровой мир. В марте 2017 года было оглашено название мультфильма — «Ральф против интернета». Однако в апреле 2017 года дату перенесли на 21 ноября 2018 года. Первоначально, мультфильм должен был выйти на экраны 9 марта 2018 года.

## Саундтрек
Музыку к фильму написал Генри Джекман. Финальную тему «Sugar Rush» исполнила японская идол-группа AKB48.

### Список композиций
Вся музыка написана Генри Джекманом, если не указан исполнитель.
| №                   | Название                                | Исполнитель         | Длительность |
| ------------------- | --------------------------------------- | ------------------- | ------------ |
| 1.                  | «When Can I See You Again?»             | Owl City            | 3:38         |
| 2.                  | «Wreck-It, Wreck-It Ralph»              | Buckner & Garcia    | 2:59         |
| 3.                  | «Celebration»                           | Kool & the Gang     | 3:40         |
| 4.                  | «Sugar Rush»                            | AKB48               | 3:14         |
| 5.                  | «Bug Hunt»                              | Skrillex            | 2:04         |
| 6.                  | «Shut Up and Drive»                     | Rihanna             | 3:32         |
| 7.                  | «Wreck-It Ralph»                        |                     | 1:33         |
| 8.                  | «Life in the Arcade»                    |                     | 0:43         |
| 9.                  | «Jumping Ship»                          |                     | 1:06         |
| 10.                 | «Rocket Fiasco»                         |                     | 5:48         |
| 11.                 | «Vanellope von Schweetz»                |                     | 2:57         |
| 12.                 | «Royal Raceway»                         |                     | 3:23         |
| 13.                 | «Cupcake Breakout»                      |                     | 1:12         |
| 14.                 | «Candy Vandals»                         |                     | 1:39         |
| 15.                 | «Turbo Flashback»                       |                     | 1:42         |
| 16.                 | «Laffy Taffies»                         |                     | 1:35         |
| 17.                 | «One Minute to Win It»                  |                     | 1:17         |
| 18.                 | «Vanellope's Hideout»                   |                     | 2:33         |
| 19.                 | «Messing with the Program»              |                     | 1:20         |
| 20.                 | «King Candy»                            |                     | 2:11         |
| 21.                 | «Broken-Karted»                         |                     | 2:49         |
| 22.                 | «Out of the Penthouse, Off to the Race» |                     | 2:51         |
| 23.                 | «Sugar Rush Showdown»                   |                     | 4:15         |
| 24.                 | «You're My Hero»                        |                     | 4:16         |
| 25.                 | «Arcade Finale»                         |                     | 3:19         |
| Общая длительность: | Общая длительность:                     | Общая длительность: | 70:36        |

## Награды и номинации
- 2012 — премия Национального совета кинокритиков США за лучший анимационный фильм.
- 2012 — номинация на премию «Спутник» за лучший анимационный фильм.
- 2013 — номинация на премию «Оскар» за лучший анимационный фильм (Рич Мур).
- 2013 — номинация на премию «Золотой глобус» за лучший анимационный фильм.
- 2013 — номинация на премию BAFTA за лучший детский фильм.
- 2013 — 5 премий «Энни»: лучший полнометражный анимационный фильм, лучшая режиссура полнометражного анимационного фильма (Рич Мур), лучший сценарий полнометражного анимационного фильма (Фил Джонстон, Дженнифер Ли), лучшая актёрская работа в полнометражном анимационном фильме (Алан Тьюдик), лучшая музыка в полнометражном анимационном фильме.
- 2013 — номинация на премию «Сатурн» за лучший анимационный фильм.